# Robert Rhett
Robert Barnwell Rhett, ursprungligen Robert Barnwell Smith, född 21 oktober 1800 i Beaufort, South Carolina, död 14 september 1876 i Saint James Parish, Louisiana, var en amerikansk politiker (demokrat). Han representerade delstaten South Carolina i båda kamrarna av USA:s kongress, först i representanthuset 1837-1849 och sedan i senaten 1850-1852. Han var en tidig anhängare av sydstaternas utträde ur USA.
Robert Barnwell Smith studerade juridik och inledde 1824 sin karriär som advokat i Beaufort. Han efterträdde 1832 Hugh S. Legaré som delstatens justitieminister (South Carolina Attorney General). Han blev invald i representanthuset i kongressvalet 1836. Han tillträdde sedan som kongressledamot i mars 1837. Året efter ändrade han sitt efternamn från Smith till Rhett. Han omvaldes fem gånger.
Rhett efterträdde 1850 Robert Woodward Barnwell i USA:s senat. Han var en av de så kallade Fire-Eaters, extrema slaveriförespråkare, som redan år 1850 var fast beslutna om att sydstaterna bör lämna unionen. South Carolina godkände 1852 en lag som erkände delstatens rätt att utträda ur unionen men inga vidare åtgärder vidtogs. Rhett tyckte att man inte hade gått tillräckligt långt och som protest lämnade han sitt mandat i senaten. Han efterträddes av William F. De Saussure.
Rhett fortsatte att propagera för utträdet i tidningen Charleston Mercury där sonen Robert Rhett, Jr. arbetade som chefredaktör. Rhett deltog 1860 i konventet som beslutade om South Carolinas utträde och var sedan ledamot av CSA:s provisoriska kongress (Provisional Confederate Congress) 1861-1862. Han återvände sedan till South Carolina och förhöll sig kritiskt till Jefferson Davis politik.
Rhett avled i Louisiana och gravsattes på Magnolia Cemetery i Charleston, South Carolina.